# 熱傳導發電機
熱傳導發電機，也稱為塞貝克發電器，是運用熱電效應（塞貝克效應）將熱（溫度差）直接轉換成電能的一種裝置。大致上轉換效率約為5-8%。基於賽貝克效應的舊式裝置使用雙金屬接面，並且非常笨重。較近期的裝置使用以碲化鉍 （Bi2Te3）、碲化鉛（PbTe） 、氧化錳鈣（Ca2Mn3O8）或根據溫度選取以上成分的組合物製成的半導體PN接面。這些固態裝置不同於發電機，除了可能額外加裝的風扇或打氣筒外，沒有可動的部件。
放射性同位素熱電機可提供無人太空船所需的電力。汽車熱電機則被用來回收沒有用的汽車廢熱能。

## 應用
熱傳導發電機有多種應用，通常會運用在當轉換效能比較好但比較笨重的熱機如斯特林发动机，無法被使用時的小型應用上。另一考量因素是，當低效能的熱傳導發電機比較可靠及較長時耐用時，也會使用熱導機來發電。發射之後就幾乎無法進行維修的無人太空船是一個主要的例子。

## 效能
针对热电发电机中的能源转换性能，由麻省理工学院的唐爽和崔瑟豪斯夫人提出的“唐-崔瑟豪斯理论”指出， 提高电子-空穴的非对称性、增加有效带隙、带边对齐等方法在大多数半导体材料中均可以提高热电发电的能源转换率。然而，纳米化的方法更适合运用于低载流子浓度的材料体系。

## 極限
除了高成本與低效能之外，此類裝置普遍存在兩個問題： 高輸出電阻及不良的熱特性。
- 高輸出電阻：為了得到一足夠電壓，一個非常高的塞貝克係數是需要的（High V/°C）。普遍的做法是排列放置許多熱導元件，使得發電機的有效的輸出電阻非常高（>10Ω）。因此只有當載體有高阻抗的時能將能量有效地轉換，否則能量會損失在輸出電阻上。一個有非常高的輸出阻抗的發電機是一個有效的溫度感測器而不是能源供應器。一些商業裝置使用更多的並聯元件，較少的串聯元件來解決這個問題。
- 不良的熱特性：好的熱導發電機需要低熱導電性，因此將嚴重障礙此類裝置的散熱（同時也難以吸收熱量）。只有在高溫（>200°C）環境及用電量需求小的情況下有經濟效益。

## 參看
- 碲化鉍
- 斯特灵发动机
- 熱電效應
- 发电机

## 外部連結
- Small Thermoelectric Generators by G. Jeffrey Snyder （页面存档备份，存于）
- Kanellos, M. (2008, November 24). Tapping America's Secret Power Source. Retrieved from Greentech Media, October 30, 2009. Web site: http://www.greentechmedia.com/articles/read/tapping-americas-secret-power-source-5259/ （页面存档备份，存于）
- LT Journal October 2010: Ultralow Voltage Energy Harvester Uses Thermoelectric Generator for Battery-Free Wireless Sensors
- Biolite Camp Stove - Biofuel stove and Thermogenerator in one.
- Description of Thermoelectric Generators  （页面存档备份，存于）
- Thermoelectric Generators basics  （页面存档备份，存于）
- How Thermoelectric Generators work  （页面存档备份，存于）
- What are Thermoelectric Generators  （页面存档备份，存于）
- Fire Powered TEGs - Hatsuden Nabe  （页面存档备份，存于）